# Relaciones Ecuador-Grecia
Las relaciones Ecuador-Grecia son las relaciones diplomáticas que existen entre la República del Ecuador y la República Helénica.

## Historia
Grecia estableció relaciones diplomáticas con Ecuador en 1966. Las relaciones entre los dos países son buenas y la cooperación bilateral y multilateral es satisfactoria. La comunidad griega en Ecuador incluye alrededor de 50 personas, la mayoría de las cuales vive en la capital del país, Quito y Guayaquil. En el Puerto Marítimo de Guayaquil hay un importante tráfico de barcos griegos y allí opera una empresa griega de factoraje y logística.
Ecuador está bajo la jurisdicción eclesiástica de la Metropolitana Griega Ortodoxa de América del Sur, con sede en Buenos Aires, Argentina.

## Misiones diplomáticas residentes
- Ecuador está representado en Grecia a través de su embajada en Budapest, Hungría y mantiene un consulado honorario en Atenas.
- Grecia está representado en Ecuador a través de su embajada en Lima, Perú y también tiene consulados en Quito y Guayaquil.[1]